# Jalmenus icilius
Jalmenus icilius är en fjärilsart som beskrevs av William Chapman Hewitson 1865. Jalmenus icilius ingår i släktet Jalmenus och familjen juvelvingar. Inga underarter finns listade i Catalogue of Life.

## Bildgalleri

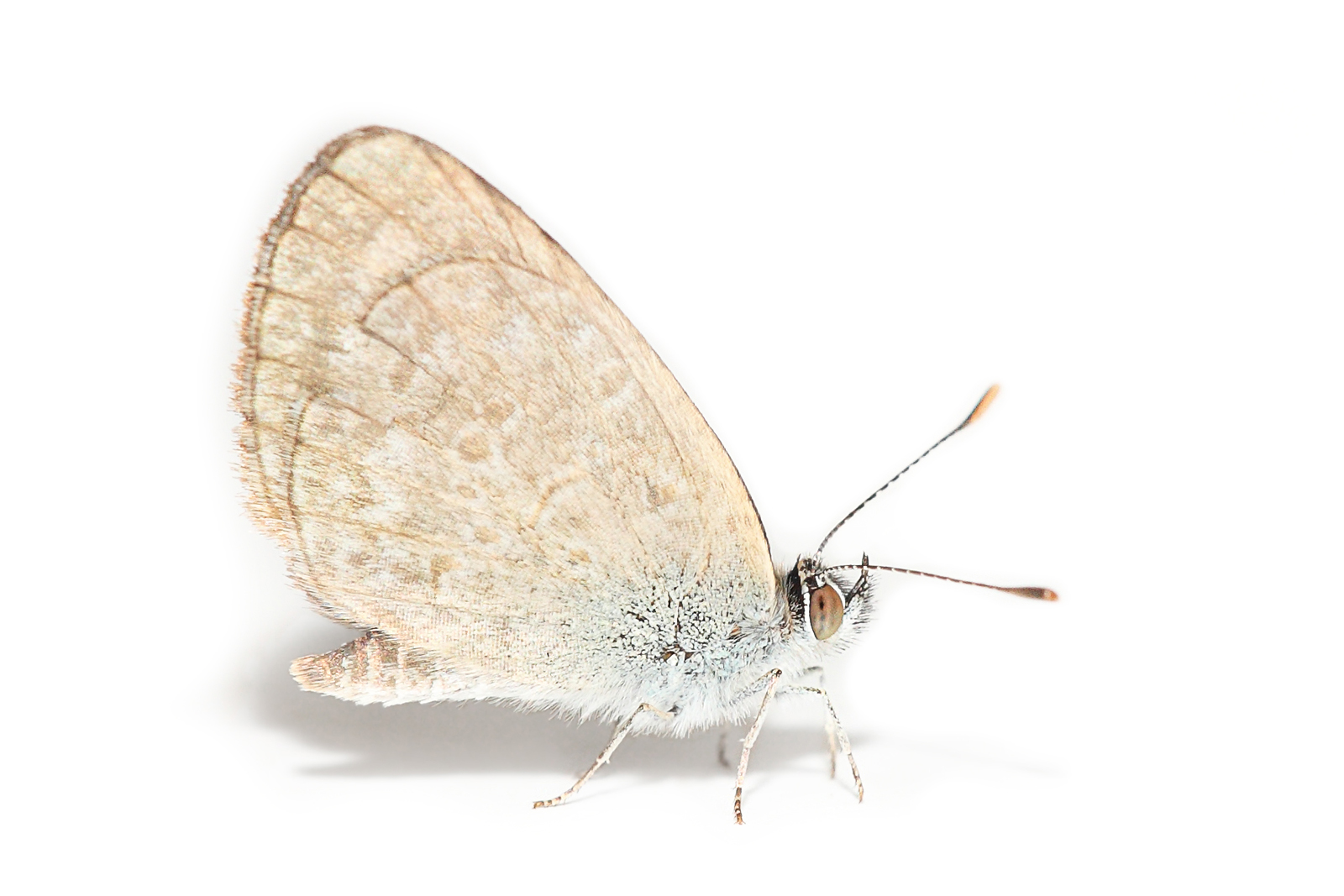